# Epizoanthus leptoderma
Epizoanthus leptoderma is een Zoanthideasoort uit de familie van de Epizoanthidae. De wetenschappelijke naam van de soort is voor het eerst geldig gepubliceerd in 1960 door Cutress & Pequenat.